# Colecistostomía percutánea
La colecistostomía percutánea es un procedimiento donde se descomprime y drena la vesícula biliar distendida, inflamada y/o purulenta.

## Anatomía
La vesícula biliar es un saco de forma ovalada, de alrededor de 7 a 10 cm de largo, con una capacidad de 30 a 50 ml. En casos de obstrucción, se distiende en un grado notable y puede llegar a contener hasta 300 ml. Se encuentra en una fosa en la superficie inferior del hígado. La vesícula biliar se divide en 4 áreas anatómicas: fondo, cuerpo, infundíbulo y cuello. 
La irrigación de la vesícula biliar se da por la arteria cística que es una rama de la arteria hepática derecha. El trayecto de la arteria cística en su mayoría de veces varía, pero casi siempre se localiza en el triángulo hepatocístico (triángulo de Calot) que está formada por los conductos císticos y hepático común, y el borde del hígado. 
El retorno venoso está dada por venas pequeñas que penetran de manera directa en el hígado. 
La inervación de la vesícula biliar proviene del vago y ramas simpáticas que pasan a través del plexo celiaco.
Los conductos biliares extrahepáticos están constituidos por los conductos hepáticos derecho e izquierdo, el conducto hepático común, el conducto cístico y el colédoco.
El conducto que posee mayor susceptibilidad a dilatarse como consecuencia de una obstrucción distal es el conducto hepático izquierdo por ser más largo que el derecho.

## Indicaciones
1. Pacientes que no toleran una operación abdominal.[1]
2. Pacientes con alto riesgo de complicaciones quirúrgicas.[1]
3. Pacientes de edad avanzada.[3]
4. Pacientes con enfermedades coexistentes.[4]
5. Emergencias como la colecistitis aguda y la colangitis.[3]
6. Para tener acceso directo a la vesícula biliar (para eliminar cálculos biliares o controlar la colecistitis).[3]
7. Tener acceso del tracto biliar para descomprimir el tracto biliar, dilatar las estenosis biliares y eliminar lesiones malignas del STENT.[3]

#### Acceso a las vías biliares
Es una ruta que se puede considerar en el caso de no disponer de rutas transhepáticas o endoscópicas. Esto se da en casos de enfermedades malignas o benignas como quistes hepáticos difusos o conductos biliares intrahepáticos no dilatados.

#### Colecistitis aguda
La colecistitis aguda se define como una inflamación aguda de la pared vesicular tras la obstrucción del conducto cístico por un cálculo. Se puede dar por 3 mecanismos: 1) inflamación mecánica producida por el aumento de la presión intraluminal y la distensión que termina en una isquemia de la mucosa y de la pared vesicular; 2) inflamación química originada por la liberación de lisolecitina y otros factores hísticos locales, y 3) inflamación bacteriana (los microorganismos identificados con mayor frecuencia son Escherichia coli, Klebsiella, Streptococcus y Clostridium.

#### Colangitis
La colangitis se define como una infección de los conductos biliares. Es causada generalmente por una infección bacteriana que se da cuanto el conducto biliar está bloqueado por una masa (tumor) o un cálculo biliar.

## Contraindicaciones
No se sabe de contraindicaciones absolutas pero sí las relativas.
1. La coagulopatía es la contraindicación más importante (y corregirla tiene beneficio antes de la intervención).[3]
2. Alergia al medio de contraste yodado es otra contraindicación sin embargo, se puede considerar la colecistostomía percutánea guiada por ultrasonido.[3]
3. Pacientes con ascitis sin embargo, se pueden tratar con paracentesis antes de la colecistostomía percutánea.[3]

## Consideraciones previas al procedimiento
- Corregir anomalías de la coagulación.[3]
- Administración de antibióticos profilácticos 12 a 24 horas antes de la colecistostomía percutánea.[3]
- Evaluar la anatomía por medio de resonancia magnética y TAC.[3]

## Técnica
La colecistostomía percutánea siempre se realiza con la ayuda de imágenes radiológicas; el ultrasonido es la modalidad de elección para este procedimiento por sus grandes ventajas como son la disponibilidad del dispositivo, la portabilidad del ultrasonido y las imágenes que se ven en tiempo real durante el procedimiento. También se puede realizar mediante el uso de un escáner CT con la ventaja de una mejor resolución. A continuación se realiza la sedación por vía IV para punzar la vesícula biliar con una aguja de acceso de calibre 22-18. La posición adecuada de la aguja se puede confirmar mediante una inyección de contraste bajo fluoroscopia o aspiración de bilis. Se descomprime la vesícula biliar y se deja el catéter.

## Complicaciones[3]
- Infección biliar
- Sepsis
- Sangrado significativo
- Dislocación de la sonda (muy común)
- Neumotórax
- Formación de abscesos
- Lesión intestinal
- Fuga biliar
- Peritonitis (raro)